# Comuni d'Italia (M)
Questa pagina contiene l'elenco dei comuni italiani il cui nome inizia con la lettera M.
Per ogni comune vengono indicate la provincia e la regione di appartenenza.
| Comune                         | Provincia             | Regione               |
| ------------------------------ | --------------------- | --------------------- |
| Maccagno con Pino e Veddasca   | Varese                | Lombardia             |
| Maccastorna                    | Lodi                  | Lombardia             |
| Macchia d'Isernia              | Isernia               | Molise                |
| Macchia Valfortore             | Campobasso            | Molise                |
| Macchiagodena                  | Isernia               | Molise                |
| Macello                        | Torino                | Piemonte              |
| Macerata                       | Macerata              | Marche                |
| Macerata Campania              | Caserta               | Campania              |
| Macerata Feltria               | Pesaro e Urbino       | Marche                |
| Macherio                       | Monza e della Brianza | Lombardia             |
| Maclodio                       | Brescia               | Lombardia             |
| Macomer                        | Nuoro                 | Sardegna              |
| Macra                          | Cuneo                 | Piemonte              |
| Macugnaga                      | Verbano-Cusio-Ossola  | Piemonte              |
| Maddaloni                      | Caserta               | Campania              |
| Madesimo                       | Sondrio               | Lombardia             |
| Madignano                      | Cremona               | Lombardia             |
| Madone                         | Bergamo               | Lombardia             |
| Madonna del Sasso              | Verbano-Cusio-Ossola  | Piemonte              |
| Madruzzo                       | Trento                | Trentino-Alto Adige   |
| Maenza                         | Latina                | Lazio                 |
| Mafalda                        | Campobasso            | Molise                |
| Magasa                         | Brescia               | Lombardia             |
| Magenta                        | Milano                | Lombardia             |
| Maggiora                       | Novara                | Piemonte              |
| Magherno                       | Pavia                 | Lombardia             |
| Magione                        | Perugia               | Umbria                |
| Magisano                       | Catanzaro             | Calabria              |
| Magliano Alfieri               | Cuneo                 | Piemonte              |
| Magliano Alpi                  | Cuneo                 | Piemonte              |
| Magliano de' Marsi             | L'Aquila              | Abruzzo               |
| Magliano di Tenna              | Fermo                 | Marche                |
| Magliano in Toscana            | Grosseto              | Toscana               |
| Magliano Romano                | Roma                  | Lazio                 |
| Magliano Sabina                | Rieti                 | Lazio                 |
| Magliano Vetere                | Salerno               | Campania              |
| Maglie                         | Lecce                 | Puglia                |
| Magliolo                       | Savona                | Liguria               |
| Maglione                       | Torino                | Piemonte              |
| Magnacavallo                   | Mantova               | Lombardia             |
| Magnago                        | Milano                | Lombardia             |
| Magnano                        | Biella                | Piemonte              |
| Magnano in Riviera             | Udine                 | Friuli-Venezia Giulia |
| Magomadas                      | Oristano              | Sardegna              |
| Magrè sulla Strada del Vino    | Bolzano               | Trentino-Alto Adige   |
| Magreglio                      | Como                  | Lombardia             |
| Maida                          | Catanzaro             | Calabria              |
| Maierà                         | Cosenza               | Calabria              |
| Maierato                       | Vibo Valentia         | Calabria              |
| Maiolati Spontini              | Ancona                | Marche                |
| Maiolo                         | Rimini                | Emilia-Romagna        |
| Maiori                         | Salerno               | Campania              |
| Mairago                        | Lodi                  | Lombardia             |
| Mairano                        | Brescia               | Lombardia             |
| Maissana                       | Spezia                | Liguria               |
| Majano                         | Udine                 | Friuli-Venezia Giulia |
| Malagnino                      | Cremona               | Lombardia             |
| Malalbergo                     | Bologna               | Emilia-Romagna        |
| Malborghetto-Valbruna          | Udine                 | Friuli-Venezia Giulia |
| Malcesine                      | Verona                | Veneto                |
| Malé                           | Trento                | Trentino-Alto Adige   |
| Malegno                        | Brescia               | Lombardia             |
| Maleo                          | Lodi                  | Lombardia             |
| Malesco                        | Verbano-Cusio-Ossola  | Piemonte              |
| Maletto                        | Catania               | Sicilia               |
| Malfa                          | Messina               | Sicilia               |
| Malgrate                       | Lecco                 | Lombardia             |
| Malito                         | Cosenza               | Calabria              |
| Mallare                        | Savona                | Liguria               |
| Malles Venosta                 | Bolzano               | Trentino-Alto Adige   |
| Malnate                        | Varese                | Lombardia             |
| Malo                           | Vicenza               | Veneto                |
| Malonno                        | Brescia               | Lombardia             |
| Maltignano                     | Ascoli Piceno         | Marche                |
| Malvagna                       | Messina               | Sicilia               |
| Malvicino                      | Alessandria           | Piemonte              |
| Malvito                        | Cosenza               | Calabria              |
| Mammola                        | Reggio Calabria       | Calabria              |
| Mamoiada                       | Nuoro                 | Sardegna              |
| Manciano                       | Grosseto              | Toscana               |
| Mandanici                      | Messina               | Sicilia               |
| Mandas                         | Sud Sardegna          | Sardegna              |
| Mandatoriccio                  | Cosenza               | Calabria              |
| Mandela                        | Roma                  | Lazio                 |
| Mandello del Lario             | Lecco                 | Lombardia             |
| Mandello Vitta                 | Novara                | Piemonte              |
| Manduria                       | Taranto               | Puglia                |
| Manerba del Garda              | Brescia               | Lombardia             |
| Manerbio                       | Brescia               | Lombardia             |
| Manfredonia                    | Foggia                | Puglia                |
| Mango                          | Cuneo                 | Piemonte              |
| Mangone                        | Cosenza               | Calabria              |
| Maniace                        | Catania               | Sicilia               |
| Maniago                        | Pordenone             | Friuli-Venezia Giulia |
| Manocalzati                    | Avellino              | Campania              |
| Manoppello                     | Pescara               | Abruzzo               |
| Mansuè                         | Treviso               | Veneto                |
| Manta                          | Cuneo                 | Piemonte              |
| Mantello                       | Sondrio               | Lombardia             |
| Mantova                        | Mantova               | Lombardia             |
| Manzano                        | Udine                 | Friuli-Venezia Giulia |
| Manziana                       | Roma                  | Lazio                 |
| Mapello                        | Bergamo               | Lombardia             |
| Mappano                        | Torino                | Piemonte              |
| Mara                           | Sassari               | Sardegna              |
| Maracalagonis                  | Cagliari              | Sardegna              |
| Maranello                      | Modena                | Emilia-Romagna        |
| Marano di Napoli               | Napoli                | Campania              |
| Marano di Valpolicella         | Verona                | Veneto                |
| Marano Equo                    | Roma                  | Lazio                 |
| Marano Lagunare                | Udine                 | Friuli-Venezia Giulia |
| Marano Marchesato              | Cosenza               | Calabria              |
| Marano Principato              | Cosenza               | Calabria              |
| Marano sul Panaro              | Modena                | Emilia-Romagna        |
| Marano Ticino                  | Novara                | Piemonte              |
| Marano Vicentino               | Vicenza               | Veneto                |
| Maranzana                      | Asti                  | Piemonte              |
| Maratea                        | Potenza               | Basilicata            |
| Marcallo con Casone            | Milano                | Lombardia             |
| Marcaria                       | Mantova               | Lombardia             |
| Marcedusa                      | Catanzaro             | Calabria              |
| Marcellina                     | Roma                  | Lazio                 |
| Marcellinara                   | Catanzaro             | Calabria              |
| Marcetelli                     | Rieti                 | Lazio                 |
| Marcheno                       | Brescia               | Lombardia             |
| Marchirolo                     | Varese                | Lombardia             |
| Marciana                       | Livorno               | Toscana               |
| Marciana Marina                | Livorno               | Toscana               |
| Marcianise                     | Caserta               | Campania              |
| Marciano della Chiana          | Arezzo                | Toscana               |
| Marcignago                     | Pavia                 | Lombardia             |
| Marcon                         | Venezia               | Veneto                |
| Marebbe                        | Bolzano               | Trentino-Alto Adige   |
| Marene                         | Cuneo                 | Piemonte              |
| Mareno di Piave                | Treviso               | Veneto                |
| Marentino                      | Torino                | Piemonte              |
| Maretto                        | Asti                  | Piemonte              |
| Margarita                      | Cuneo                 | Piemonte              |
| Margherita di Savoia           | Barletta-Andria-Trani | Puglia                |
| Margno                         | Lecco                 | Lombardia             |
| Mariana Mantovana              | Mantova               | Lombardia             |
| Mariano Comense                | Como                  | Lombardia             |
| Mariano del Friuli             | Gorizia               | Friuli-Venezia Giulia |
| Marianopoli                    | Caltanissetta         | Sicilia               |
| Mariglianella                  | Napoli                | Campania              |
| Marigliano                     | Napoli                | Campania              |
| Marina di Gioiosa Ionica       | Reggio Calabria       | Calabria              |
| Marineo                        | Palermo               | Sicilia               |
| Marino                         | Roma                  | Lazio                 |
| Marlengo                       | Bolzano               | Trentino-Alto Adige   |
| Marliana                       | Pistoia               | Toscana               |
| Marmentino                     | Brescia               | Lombardia             |
| Marmirolo                      | Mantova               | Lombardia             |
| Marmora                        | Cuneo                 | Piemonte              |
| Marnate                        | Varese                | Lombardia             |
| Marone                         | Brescia               | Lombardia             |
| Maropati                       | Reggio Calabria       | Calabria              |
| Marostica                      | Vicenza               | Veneto                |
| Marradi                        | Firenze               | Toscana               |
| Marrubiu                       | Oristano              | Sardegna              |
| Marsaglia                      | Cuneo                 | Piemonte              |
| Marsala                        | Trapani               | Sicilia               |
| Marsciano                      | Perugia               | Umbria                |
| Marsico Nuovo                  | Potenza               | Basilicata            |
| Marsicovetere                  | Potenza               | Basilicata            |
| Marta                          | Viterbo               | Lazio                 |
| Martano                        | Lecce                 | Puglia                |
| Martellago                     | Venezia               | Veneto                |
| Martello                       | Bolzano               | Trentino-Alto Adige   |
| Martignacco                    | Udine                 | Friuli-Venezia Giulia |
| Martignana di Po               | Cremona               | Lombardia             |
| Martignano                     | Lecce                 | Puglia                |
| Martina Franca                 | Taranto               | Puglia                |
| Martinengo                     | Bergamo               | Lombardia             |
| Martiniana Po                  | Cuneo                 | Piemonte              |
| Martinsicuro                   | Teramo                | Abruzzo               |
| Martirano                      | Catanzaro             | Calabria              |
| Martirano Lombardo             | Catanzaro             | Calabria              |
| Martis                         | Sassari               | Sardegna              |
| Martone                        | Reggio Calabria       | Calabria              |
| Marudo                         | Lodi                  | Lombardia             |
| Maruggio                       | Taranto               | Puglia                |
| Marzabotto                     | Bologna               | Emilia-Romagna        |
| Marzano                        | Pavia                 | Lombardia             |
| Marzano Appio                  | Caserta               | Campania              |
| Marzano di Nola                | Avellino              | Campania              |
| Marzi                          | Cosenza               | Calabria              |
| Marzio                         | Varese                | Lombardia             |
| Masainas                       | Sud Sardegna          | Sardegna              |
| Masate                         | Milano                | Lombardia             |
| Mascali                        | Catania               | Sicilia               |
| Mascalucia                     | Catania               | Sicilia               |
| Maschito                       | Potenza               | Basilicata            |
| Masciago Primo                 | Varese                | Lombardia             |
| Maser                          | Treviso               | Veneto                |
| Masera                         | Verbano-Cusio-Ossola  | Piemonte              |
| Maserà di Padova               | Padova                | Veneto                |
| Maserada sul Piave             | Treviso               | Veneto                |
| Masi                           | Padova                | Veneto                |
| Masi Torello                   | Ferrara               | Emilia-Romagna        |
| Masio                          | Alessandria           | Piemonte              |
| Maslianico                     | Como                  | Lombardia             |
| Masone                         | Genova                | Liguria               |
| Massa                          | Massa-Carrara         | Toscana               |
| Massa d'Albe                   | L'Aquila              | Abruzzo               |
| Massa di Somma                 | Napoli                | Campania              |
| Massa e Cozzile                | Pistoia               | Toscana               |
| Massa Fermana                  | Fermo                 | Marche                |
| Massa Lombarda                 | Ravenna               | Emilia-Romagna        |
| Massa Lubrense                 | Napoli                | Campania              |
| Massa Marittima                | Grosseto              | Toscana               |
| Massa Martana                  | Perugia               | Umbria                |
| Massafra                       | Taranto               | Puglia                |
| Massalengo                     | Lodi                  | Lombardia             |
| Massanzago                     | Padova                | Veneto                |
| Massarosa                      | Lucca                 | Toscana               |
| Massazza                       | Biella                | Piemonte              |
| Massello                       | Torino                | Piemonte              |
| Masserano                      | Biella                | Piemonte              |
| Massignano                     | Ascoli Piceno         | Marche                |
| Massimeno                      | Trento                | Trentino-Alto Adige   |
| Massimino                      | Savona                | Liguria               |
| Massino Visconti               | Novara                | Piemonte              |
| Massiola                       | Verbano-Cusio-Ossola  | Piemonte              |
| Masullas                       | Oristano              | Sardegna              |
| Matelica                       | Macerata              | Marche                |
| Matera                         | Matera                | Basilicata            |
| Mathi                          | Torino                | Piemonte              |
| Matino                         | Lecce                 | Puglia                |
| Matrice                        | Campobasso            | Molise                |
| Mattie                         | Torino                | Piemonte              |
| Mattinata                      | Foggia                | Puglia                |
| Mazara del Vallo               | Trapani               | Sicilia               |
| Mazzano                        | Brescia               | Lombardia             |
| Mazzano Romano                 | Roma                  | Lazio                 |
| Mazzarino                      | Caltanissetta         | Sicilia               |
| Mazzarrà Sant'Andrea           | Messina               | Sicilia               |
| Mazzarrone                     | Catania               | Sicilia               |
| Mazzè                          | Torino                | Piemonte              |
| Mazzin                         | Trento                | Trentino-Alto Adige   |
| Mazzo di Valtellina            | Sondrio               | Lombardia             |
| Meana di Susa                  | Torino                | Piemonte              |
| Meana Sardo                    | Nuoro                 | Sardegna              |
| Meda                           | Monza e della Brianza | Lombardia             |
| Mede                           | Pavia                 | Lombardia             |
| Medea                          | Gorizia               | Friuli-Venezia Giulia |
| Medesano                       | Parma                 | Emilia-Romagna        |
| Medicina                       | Bologna               | Emilia-Romagna        |
| Mediglia                       | Milano                | Lombardia             |
| Medolago                       | Bergamo               | Lombardia             |
| Medole                         | Mantova               | Lombardia             |
| Medolla                        | Modena                | Emilia-Romagna        |
| Meduna di Livenza              | Treviso               | Veneto                |
| Meduno                         | Pordenone             | Friuli-Venezia Giulia |
| Megliadino San Vitale          | Padova                | Veneto                |
| Meina                          | Novara                | Piemonte              |
| Melara                         | Rovigo                | Veneto                |
| Melazzo                        | Alessandria           | Piemonte              |
| Meldola                        | Forlì-Cesena          | Emilia-Romagna        |
| Mele                           | Genova                | Liguria               |
| Melegnano                      | Milano                | Lombardia             |
| Melendugno                     | Lecce                 | Puglia                |
| Meleti                         | Lodi                  | Lombardia             |
| Melfi                          | Potenza               | Basilicata            |
| Melicuccà                      | Reggio Calabria       | Calabria              |
| Melicucco                      | Reggio Calabria       | Calabria              |
| Melilli                        | Siracusa              | Sicilia               |
| Melissa                        | Crotone               | Calabria              |
| Melissano                      | Lecce                 | Puglia                |
| Melito di Napoli               | Napoli                | Campania              |
| Melito di Porto Salvo          | Reggio Calabria       | Calabria              |
| Melito Irpino                  | Avellino              | Campania              |
| Melizzano                      | Benevento             | Campania              |
| Melle                          | Cuneo                 | Piemonte              |
| Mello                          | Sondrio               | Lombardia             |
| Melpignano                     | Lecce                 | Puglia                |
| Meltina                        | Bolzano               | Trentino-Alto Adige   |
| Melzo                          | Milano                | Lombardia             |
| Menaggio                       | Como                  | Lombardia             |
| Menconico                      | Pavia                 | Lombardia             |
| Mendatica                      | Imperia               | Liguria               |
| Mendicino                      | Cosenza               | Calabria              |
| Menfi                          | Agrigento             | Sicilia               |
| Mentana                        | Roma                  | Lazio                 |
| Meolo                          | Venezia               | Veneto                |
| Merana                         | Alessandria           | Piemonte              |
| Merano                         | Bolzano               | Trentino-Alto Adige   |
| Merate                         | Lecco                 | Lombardia             |
| Mercallo                       | Varese                | Lombardia             |
| Mercatello sul Metauro         | Pesaro e Urbino       | Marche                |
| Mercatino Conca                | Pesaro e Urbino       | Marche                |
| Mercato San Severino           | Salerno               | Campania              |
| Mercato Saraceno               | Forlì-Cesena          | Emilia-Romagna        |
| Mercenasco                     | Torino                | Piemonte              |
| Mercogliano                    | Avellino              | Campania              |
| Mereto di Tomba                | Udine                 | Friuli-Venezia Giulia |
| Mergo                          | Ancona                | Marche                |
| Mergozzo                       | Verbano-Cusio-Ossola  | Piemonte              |
| Merì                           | Messina               | Sicilia               |
| Merlara                        | Padova                | Veneto                |
| Merlino                        | Lodi                  | Lombardia             |
| Merone                         | Como                  | Lombardia             |
| Mesagne                        | Brindisi              | Puglia                |
| Mese                           | Sondrio               | Lombardia             |
| Mesenzana                      | Varese                | Lombardia             |
| Mesero                         | Milano                | Lombardia             |
| Mesola                         | Ferrara               | Emilia-Romagna        |
| Mesoraca                       | Crotone               | Calabria              |
| Messina                        | Messina               | Sicilia               |
| Mestrino                       | Padova                | Veneto                |
| Meta                           | Napoli                | Campania              |
| Mezzago                        | Monza e della Brianza | Lombardia             |
| Mezzana                        | Trento                | Trentino-Alto Adige   |
| Mezzana Bigli                  | Pavia                 | Lombardia             |
| Mezzana Mortigliengo           | Biella                | Piemonte              |
| Mezzana Rabattone              | Pavia                 | Lombardia             |
| Mezzane di Sotto               | Verona                | Veneto                |
| Mezzanego                      | Genova                | Liguria               |
| Mezzanino                      | Pavia                 | Lombardia             |
| Mezzano                        | Trento                | Trentino-Alto Adige   |
| Mezzenile                      | Torino                | Piemonte              |
| Mezzocorona                    | Trento                | Trentino-Alto Adige   |
| Mezzojuso                      | Palermo               | Sicilia               |
| Mezzoldo                       | Bergamo               | Lombardia             |
| Mezzolombardo                  | Trento                | Trentino-Alto Adige   |
| Mezzomerico                    | Novara                | Piemonte              |
| Miagliano                      | Biella                | Piemonte              |
| Miane                          | Treviso               | Veneto                |
| Miasino                        | Novara                | Piemonte              |
| Miazzina                       | Verbano-Cusio-Ossola  | Piemonte              |
| Micigliano                     | Rieti                 | Lazio                 |
| Miggiano                       | Lecce                 | Puglia                |
| Miglianico                     | Chieti                | Abruzzo               |
| Miglierina                     | Catanzaro             | Calabria              |
| Miglionico                     | Matera                | Basilicata            |
| Mignanego                      | Genova                | Liguria               |
| Mignano Monte Lungo            | Caserta               | Campania              |
| Milano                         | Milano                | Lombardia             |
| Milazzo                        | Messina               | Sicilia               |
| Milena                         | Caltanissetta         | Sicilia               |
| Mileto                         | Vibo Valentia         | Calabria              |
| Milis                          | Oristano              | Sardegna              |
| Militello in Val di Catania    | Catania               | Sicilia               |
| Militello Rosmarino            | Messina               | Sicilia               |
| Millesimo                      | Savona                | Liguria               |
| Milo                           | Catania               | Sicilia               |
| Milzano                        | Brescia               | Lombardia             |
| Mineo                          | Catania               | Sicilia               |
| Minerbe                        | Verona                | Veneto                |
| Minerbio                       | Bologna               | Emilia-Romagna        |
| Minervino di Lecce             | Lecce                 | Puglia                |
| Minervino Murge                | Barletta-Andria-Trani | Puglia                |
| Minori                         | Salerno               | Campania              |
| Minturno                       | Latina                | Lazio                 |
| Minucciano                     | Lucca                 | Toscana               |
| Mioglia                        | Savona                | Liguria               |
| Mira                           | Venezia               | Veneto                |
| Mirabella Eclano               | Avellino              | Campania              |
| Mirabella Imbaccari            | Catania               | Sicilia               |
| Mirabello Monferrato           | Alessandria           | Piemonte              |
| Mirabello Sannitico            | Campobasso            | Molise                |
| Miradolo Terme                 | Pavia                 | Lombardia             |
| Miranda                        | Isernia               | Molise                |
| Mirandola                      | Modena                | Emilia-Romagna        |
| Mirano                         | Venezia               | Veneto                |
| Mirto                          | Messina               | Sicilia               |
| Misano Adriatico               | Rimini                | Emilia-Romagna        |
| Misano di Gera d'Adda          | Bergamo               | Lombardia             |
| Misiliscemi                    | Trapani               | Sicilia               |
| Misilmeri                      | Palermo               | Sicilia               |
| Misinto                        | Monza e della Brianza | Lombardia             |
| Missaglia                      | Lecco                 | Lombardia             |
| Missanello                     | Potenza               | Basilicata            |
| Misterbianco                   | Catania               | Sicilia               |
| Mistretta                      | Messina               | Sicilia               |
| Moasca                         | Asti                  | Piemonte              |
| Moconesi                       | Genova                | Liguria               |
| Modena                         | Modena                | Emilia-Romagna        |
| Modica                         | Ragusa                | Sicilia               |
| Modigliana                     | Forlì-Cesena          | Emilia-Romagna        |
| Modolo                         | Oristano              | Sardegna              |
| Modugno                        | Bari                  | Puglia                |
| Moena                          | Trento                | Trentino-Alto Adige   |
| Moggio                         | Lecco                 | Lombardia             |
| Moggio Udinese                 | Udine                 | Friuli-Venezia Giulia |
| Moglia                         | Mantova               | Lombardia             |
| Mogliano                       | Macerata              | Marche                |
| Mogliano Veneto                | Treviso               | Veneto                |
| Mogorella                      | Oristano              | Sardegna              |
| Mogoro                         | Oristano              | Sardegna              |
| Moiano                         | Benevento             | Campania              |
| Moimacco                       | Udine                 | Friuli-Venezia Giulia |
| Moio de' Calvi                 | Bergamo               | Lombardia             |
| Moio della Civitella           | Salerno               | Campania              |
| Moiola                         | Cuneo                 | Piemonte              |
| Mojo Alcantara                 | Messina               | Sicilia               |
| Mola di Bari                   | Bari                  | Puglia                |
| Molare                         | Alessandria           | Piemonte              |
| Molazzana                      | Lucca                 | Toscana               |
| Molfetta                       | Bari                  | Puglia                |
| Molina Aterno                  | L'Aquila              | Abruzzo               |
| Molinara                       | Benevento             | Campania              |
| Molinella                      | Bologna               | Emilia-Romagna        |
| Molini di Triora               | Imperia               | Liguria               |
| Molino dei Torti               | Alessandria           | Piemonte              |
| Molise                         | Campobasso            | Molise                |
| Moliterno                      | Potenza               | Basilicata            |
| Mollia                         | Vercelli              | Piemonte              |
| Molochio                       | Reggio Calabria       | Calabria              |
| Molteno                        | Lecco                 | Lombardia             |
| Moltrasio                      | Como                  | Lombardia             |
| Molveno                        | Trento                | Trentino-Alto Adige   |
| Mombaldone                     | Asti                  | Piemonte              |
| Mombarcaro                     | Cuneo                 | Piemonte              |
| Mombaroccio                    | Pesaro e Urbino       | Marche                |
| Mombaruzzo                     | Asti                  | Piemonte              |
| Mombasiglio                    | Cuneo                 | Piemonte              |
| Mombello di Torino             | Torino                | Piemonte              |
| Mombello Monferrato            | Alessandria           | Piemonte              |
| Mombercelli                    | Asti                  | Piemonte              |
| Momo                           | Novara                | Piemonte              |
| Mompantero                     | Torino                | Piemonte              |
| Mompeo                         | Rieti                 | Lazio                 |
| Momperone                      | Alessandria           | Piemonte              |
| Monacilioni                    | Campobasso            | Molise                |
| Monale                         | Asti                  | Piemonte              |
| Monasterace                    | Reggio Calabria       | Calabria              |
| Monastero Bormida              | Asti                  | Piemonte              |
| Monastero di Lanzo             | Torino                | Piemonte              |
| Monastero di Vasco             | Cuneo                 | Piemonte              |
| Monasterolo Casotto            | Cuneo                 | Piemonte              |
| Monasterolo del Castello       | Bergamo               | Lombardia             |
| Monasterolo di Savigliano      | Cuneo                 | Piemonte              |
| Monastier di Treviso           | Treviso               | Veneto                |
| Monastir                       | Sud Sardegna          | Sardegna              |
| Moncalieri                     | Torino                | Piemonte              |
| Moncalvo                       | Asti                  | Piemonte              |
| Moncenisio                     | Torino                | Piemonte              |
| Moncestino                     | Alessandria           | Piemonte              |
| Monchiero                      | Cuneo                 | Piemonte              |
| Monchio delle Corti            | Parma                 | Emilia-Romagna        |
| Moncrivello                    | Vercelli              | Piemonte              |
| Moncucco Torinese              | Asti                  | Piemonte              |
| Mondaino                       | Rimini                | Emilia-Romagna        |
| Mondavio                       | Pesaro e Urbino       | Marche                |
| Mondolfo                       | Pesaro e Urbino       | Marche                |
| Mondovì                        | Cuneo                 | Piemonte              |
| Mondragone                     | Caserta               | Campania              |
| Moneglia                       | Genova                | Liguria               |
| Monesiglio                     | Cuneo                 | Piemonte              |
| Monfalcone                     | Gorizia               | Friuli-Venezia Giulia |
| Monforte d'Alba                | Cuneo                 | Piemonte              |
| Monforte San Giorgio           | Messina               | Sicilia               |
| Monfumo                        | Treviso               | Veneto                |
| Mongardino                     | Asti                  | Piemonte              |
| Monghidoro                     | Bologna               | Emilia-Romagna        |
| Mongiana                       | Vibo Valentia         | Calabria              |
| Mongiardino Ligure             | Alessandria           | Piemonte              |
| Mongiuffi Melia                | Messina               | Sicilia               |
| Mongrando                      | Biella                | Piemonte              |
| Mongrassano                    | Cosenza               | Calabria              |
| Monguelfo-Tesido               | Bolzano               | Trentino-Alto Adige   |
| Monguzzo                       | Como                  | Lombardia             |
| Moniga del Garda               | Brescia               | Lombardia             |
| Monleale                       | Alessandria           | Piemonte              |
| Monno                          | Brescia               | Lombardia             |
| Monopoli                       | Bari                  | Puglia                |
| Monreale                       | Palermo               | Sicilia               |
| Monrupino                      | Trieste               | Friuli-Venezia Giulia |
| Monsampietro Morico            | Fermo                 | Marche                |
| Monsampolo del Tronto          | Ascoli Piceno         | Marche                |
| Monsano                        | Ancona                | Marche                |
| Monselice                      | Padova                | Veneto                |
| Monserrato                     | Cagliari              | Sardegna              |
| Monsummano Terme               | Pistoia               | Toscana               |
| Montà                          | Cuneo                 | Piemonte              |
| Montabone                      | Asti                  | Piemonte              |
| Montacuto                      | Alessandria           | Piemonte              |
| Montafia                       | Asti                  | Piemonte              |
| Montagano                      | Campobasso            | Molise                |
| Montagna sulla Strada del Vino | Bolzano               | Trentino-Alto Adige   |
| Montagna in Valtellina         | Sondrio               | Lombardia             |
| Montagnana                     | Padova                | Veneto                |
| Montagnareale                  | Messina               | Sicilia               |
| Montaguto                      | Avellino              | Campania              |
| Montaione                      | Firenze               | Toscana               |
| Montalbano Elicona             | Messina               | Sicilia               |
| Montalbano Jonico              | Matera                | Basilicata            |
| Montalcino                     | Siena                 | Toscana               |
| Montaldeo                      | Alessandria           | Piemonte              |
| Montaldo Bormida               | Alessandria           | Piemonte              |
| Montaldo di Mondovì            | Cuneo                 | Piemonte              |
| Montaldo Roero                 | Cuneo                 | Piemonte              |
| Montaldo Scarampi              | Asti                  | Piemonte              |
| Montaldo Torinese              | Torino                | Piemonte              |
| Montale                        | Pistoia               | Toscana               |
| Montalenghe                    | Torino                | Piemonte              |
| Montallegro                    | Agrigento             | Sicilia               |
| Montalto Carpasio              | Imperia               | Liguria               |
| Montalto delle Marche          | Ascoli Piceno         | Marche                |
| Montalto di Castro             | Viterbo               | Lazio                 |
| Montalto Dora                  | Torino                | Piemonte              |
| Montalto Pavese                | Pavia                 | Lombardia             |
| Montalto Uffugo                | Cosenza               | Calabria              |
| Montanaro                      | Torino                | Piemonte              |
| Montanaso Lombardo             | Lodi                  | Lombardia             |
| Montanera                      | Cuneo                 | Piemonte              |
| Montano Antilia                | Salerno               | Campania              |
| Montano Lucino                 | Como                  | Lombardia             |
| Montappone                     | Fermo                 | Marche                |
| Montaquila                     | Isernia               | Molise                |
| Montasola                      | Rieti                 | Lazio                 |
| Montauro                       | Catanzaro             | Calabria              |
| Montazzoli                     | Chieti                | Abruzzo               |
| Monte Argentario               | Grosseto              | Toscana               |
| Monte Castello di Vibio        | Perugia               | Umbria                |
| Monte Cavallo                  | Macerata              | Marche                |
| Monte Cerignone                | Pesaro e Urbino       | Marche                |
| Monte Compatri                 | Roma                  | Lazio                 |
| Monte Cremasco                 | Cremona               | Lombardia             |
| Monte di Malo                  | Vicenza               | Veneto                |
| Monte di Procida               | Napoli                | Campania              |
| Monte Giberto                  | Fermo                 | Marche                |
| Monte Grimano Terme            | Pesaro e Urbino       | Marche                |
| Monte Isola                    | Brescia               | Lombardia             |
| Monte Marenzo                  | Lecco                 | Lombardia             |
| Monte Porzio                   | Pesaro e Urbino       | Marche                |
| Monte Porzio Catone            | Roma                  | Lazio                 |
| Monte Rinaldo                  | Fermo                 | Marche                |
| Monte Roberto                  | Ancona                | Marche                |
| Monte Romano                   | Viterbo               | Lazio                 |
| Monte San Biagio               | Latina                | Lazio                 |
| Monte San Giacomo              | Salerno               | Campania              |
| Monte San Giovanni Campano     | Frosinone             | Lazio                 |
| Monte San Giovanni in Sabina   | Rieti                 | Lazio                 |
| Monte San Giusto               | Macerata              | Marche                |
| Monte San Martino              | Macerata              | Marche                |
| Monte San Pietrangeli          | Fermo                 | Marche                |
| Monte San Pietro               | Bologna               | Emilia-Romagna        |
| Monte San Savino               | Arezzo                | Toscana               |
| Monte San Vito                 | Ancona                | Marche                |
| Monte Sant'Angelo              | Foggia                | Puglia                |
| Monte Santa Maria Tiberina     | Perugia               | Umbria                |
| Monte Urano                    | Fermo                 | Marche                |
| Monte Vidon Combatte           | Fermo                 | Marche                |
| Monte Vidon Corrado            | Fermo                 | Marche                |
| Montebello della Battaglia     | Pavia                 | Lombardia             |
| Montebello di Bertona          | Pescara               | Abruzzo               |
| Montebello Jonico              | Reggio Calabria       | Calabria              |
| Montebello sul Sangro          | Chieti                | Abruzzo               |
| Montebello Vicentino           | Vicenza               | Veneto                |
| Montebelluna                   | Treviso               | Veneto                |
| Montebruno                     | Genova                | Liguria               |
| Montebuono                     | Rieti                 | Lazio                 |
| Montecalvo in Foglia           | Pesaro e Urbino       | Marche                |
| Montecalvo Irpino              | Avellino              | Campania              |
| Montecalvo Versiggia           | Pavia                 | Lombardia             |
| Montecarlo                     | Lucca                 | Toscana               |
| Montecarotto                   | Ancona                | Marche                |
| Montecassiano                  | Macerata              | Marche                |
| Montecastello                  | Alessandria           | Piemonte              |
| Montecastrilli                 | Terni                 | Umbria                |
| Montecatini Terme              | Pistoia               | Toscana               |
| Montecatini Val di Cecina      | Pisa                  | Toscana               |
| Montecchia di Crosara          | Verona                | Veneto                |
| Montecchio                     | Terni                 | Umbria                |
| Montecchio Emilia              | Reggio Emilia         | Emilia-Romagna        |
| Montecchio Maggiore            | Vicenza               | Veneto                |
| Montecchio Precalcino          | Vicenza               | Veneto                |
| Montechiaro d'Acqui            | Alessandria           | Piemonte              |
| Montechiaro d'Asti             | Asti                  | Piemonte              |
| Montechiarugolo                | Parma                 | Emilia-Romagna        |
| Montecilfone                   | Campobasso            | Molise                |
| Montecopiolo                   | Rimini                | Emilia-Romagna        |
| Montecorice                    | Salerno               | Campania              |
| Montecorvino Pugliano          | Salerno               | Campania              |
| Montecorvino Rovella           | Salerno               | Campania              |
| Montecosaro                    | Macerata              | Marche                |
| Montecrestese                  | Verbano-Cusio-Ossola  | Piemonte              |
| Montecreto                     | Modena                | Emilia-Romagna        |
| Montedinove                    | Ascoli Piceno         | Marche                |
| Montedoro                      | Caltanissetta         | Sicilia               |
| Montefalcione                  | Avellino              | Campania              |
| Montefalco                     | Perugia               | Umbria                |
| Montefalcone Appennino         | Fermo                 | Marche                |
| Montefalcone di Val Fortore    | Benevento             | Campania              |
| Montefalcone nel Sannio        | Campobasso            | Molise                |
| Montefano                      | Macerata              | Marche                |
| Montefelcino                   | Pesaro e Urbino       | Marche                |
| Monteferrante                  | Chieti                | Abruzzo               |
| Montefiascone                  | Viterbo               | Lazio                 |
| Montefino                      | Teramo                | Abruzzo               |
| Montefiore Conca               | Rimini                | Emilia-Romagna        |
| Montefiore dell'Aso            | Ascoli Piceno         | Marche                |
| Montefiorino                   | Modena                | Emilia-Romagna        |
| Monteflavio                    | Roma                  | Lazio                 |
| Monteforte Cilento             | Salerno               | Campania              |
| Monteforte d'Alpone            | Verona                | Veneto                |
| Monteforte Irpino              | Avellino              | Campania              |
| Montefortino                   | Fermo                 | Marche                |
| Montefranco                    | Terni                 | Umbria                |
| Montefredane                   | Avellino              | Campania              |
| Montefusco                     | Avellino              | Campania              |
| Montegabbione                  | Terni                 | Umbria                |
| Montegalda                     | Vicenza               | Veneto                |
| Montegaldella                  | Vicenza               | Veneto                |
| Montegallo                     | Ascoli Piceno         | Marche                |
| Montegioco                     | Alessandria           | Piemonte              |
| Montegiordano                  | Cosenza               | Calabria              |
| Montegiorgio                   | Fermo                 | Marche                |
| Montegranaro                   | Fermo                 | Marche                |
| Montegridolfo                  | Rimini                | Emilia-Romagna        |
| Montegrino Valtravaglia        | Varese                | Lombardia             |
| Montegrosso d'Asti             | Asti                  | Piemonte              |
| Montegrosso Pian Latte         | Imperia               | Liguria               |
| Montegrotto Terme              | Padova                | Veneto                |
| Monteiasi                      | Taranto               | Puglia                |
| Montelabbate                   | Pesaro e Urbino       | Marche                |
| Montelanico                    | Roma                  | Lazio                 |
| Montelapiano                   | Chieti                | Abruzzo               |
| Monteleone d'Orvieto           | Terni                 | Umbria                |
| Monteleone di Fermo            | Fermo                 | Marche                |
| Monteleone di Puglia           | Foggia                | Puglia                |
| Monteleone di Spoleto          | Perugia               | Umbria                |
| Monteleone Rocca Doria         | Sassari               | Sardegna              |
| Monteleone Sabino              | Rieti                 | Lazio                 |
| Montelepre                     | Palermo               | Sicilia               |
| Montelibretti                  | Roma                  | Lazio                 |
| Montella                       | Avellino              | Campania              |
| Montello                       | Bergamo               | Lombardia             |
| Montelongo                     | Campobasso            | Molise                |
| Montelparo                     | Fermo                 | Marche                |
| Montelupo Albese               | Cuneo                 | Piemonte              |
| Montelupo Fiorentino           | Firenze               | Toscana               |
| Montelupone                    | Macerata              | Marche                |
| Montemaggiore Belsito          | Palermo               | Sicilia               |
| Montemagno Monferrato          | Asti                  | Piemonte              |
| Montemale di Cuneo             | Cuneo                 | Piemonte              |
| Montemarano                    | Avellino              | Campania              |
| Montemarciano                  | Ancona                | Marche                |
| Montemarzino                   | Alessandria           | Piemonte              |
| Montemesola                    | Taranto               | Puglia                |
| Montemezzo                     | Como                  | Lombardia             |
| Montemignaio                   | Arezzo                | Toscana               |
| Montemiletto                   | Avellino              | Campania              |
| Montemilone                    | Potenza               | Basilicata            |
| Montemitro                     | Campobasso            | Molise                |
| Montemonaco                    | Ascoli Piceno         | Marche                |
| Montemurlo                     | Prato                 | Toscana               |
| Montemurro                     | Potenza               | Basilicata            |
| Montenars                      | Udine                 | Friuli-Venezia Giulia |
| Montenero di Bisaccia          | Campobasso            | Molise                |
| Montenero Sabino               | Rieti                 | Lazio                 |
| Montenero Val Cocchiara        | Isernia               | Molise                |
| Montenerodomo                  | Chieti                | Abruzzo               |
| Monteodorisio                  | Chieti                | Abruzzo               |
| Montepaone                     | Catanzaro             | Calabria              |
| Monteparano                    | Taranto               | Puglia                |
| Monteprandone                  | Ascoli Piceno         | Marche                |
| Montepulciano                  | Siena                 | Toscana               |
| Monterchi                      | Arezzo                | Toscana               |
| Montereale                     | L'Aquila              | Abruzzo               |
| Montereale Valcellina          | Pordenone             | Friuli-Venezia Giulia |
| Monterenzio                    | Bologna               | Emilia-Romagna        |
| Monteriggioni                  | Siena                 | Toscana               |
| Monteroduni                    | Isernia               | Molise                |
| Monteroni d'Arbia              | Siena                 | Toscana               |
| Monteroni di Lecce             | Lecce                 | Puglia                |
| Monterosi                      | Viterbo               | Lazio                 |
| Monterosso al Mare             | Spezia                | Liguria               |
| Monterosso Almo                | Ragusa                | Sicilia               |
| Monterosso Calabro             | Vibo Valentia         | Calabria              |
| Monterosso Grana               | Cuneo                 | Piemonte              |
| Monterotondo                   | Roma                  | Lazio                 |
| Monterotondo Marittimo         | Grosseto              | Toscana               |
| Monterubbiano                  | Fermo                 | Marche                |
| Montesano Salentino            | Lecce                 | Puglia                |
| Montesano sulla Marcellana     | Salerno               | Campania              |
| Montesarchio                   | Benevento             | Campania              |
| Montescaglioso                 | Matera                | Basilicata            |
| Montescano                     | Pavia                 | Lombardia             |
| Montescheno                    | Verbano-Cusio-Ossola  | Piemonte              |
| Montescudaio                   | Pisa                  | Toscana               |
| Montescudo-Monte Colombo       | Rimini                | Emilia-Romagna        |
| Montese                        | Modena                | Emilia-Romagna        |
| Montesegale                    | Pavia                 | Lombardia             |
| Montesilvano                   | Pescara               | Abruzzo               |
| Montespertoli                  | Firenze               | Toscana               |
| Monteu da Po                   | Torino                | Piemonte              |
| Monteu Roero                   | Cuneo                 | Piemonte              |
| Montevago                      | Agrigento             | Sicilia               |
| Montevarchi                    | Arezzo                | Toscana               |
| Montevecchia                   | Lecco                 | Lombardia             |
| Monteverde                     | Avellino              | Campania              |
| Monteverdi Marittimo           | Pisa                  | Toscana               |
| Monteviale                     | Vicenza               | Veneto                |
| Montezemolo                    | Cuneo                 | Piemonte              |
| Monti                          | Sassari               | Sardegna              |
| Montiano                       | Forlì-Cesena          | Emilia-Romagna        |
| Monticelli Brusati             | Brescia               | Lombardia             |
| Monticelli d'Ongina            | Piacenza              | Emilia-Romagna        |
| Monticelli Pavese              | Pavia                 | Lombardia             |
| Monticello Brianza             | Lecco                 | Lombardia             |
| Monticello Conte Otto          | Vicenza               | Veneto                |
| Monticello d'Alba              | Cuneo                 | Piemonte              |
| Montichiari                    | Brescia               | Lombardia             |
| Monticiano                     | Siena                 | Toscana               |
| Montieri                       | Grosseto              | Toscana               |
| Montiglio Monferrato           | Asti                  | Piemonte              |
| Montignoso                     | Massa-Carrara         | Toscana               |
| Montirone                      | Brescia               | Lombardia             |
| Montjovet                      | Aosta                 | Valle d'Aosta         |
| Montodine                      | Cremona               | Lombardia             |
| Montoggio                      | Genova                | Liguria               |
| Montone                        | Perugia               | Umbria                |
| Montopoli di Sabina            | Rieti                 | Lazio                 |
| Montopoli in Val d'Arno        | Pisa                  | Toscana               |
| Montorfano                     | Como                  | Lombardia             |
| Montorio al Vomano             | Teramo                | Abruzzo               |
| Montorio nei Frentani          | Campobasso            | Molise                |
| Montorio Romano                | Roma                  | Lazio                 |
| Montoro                        | Avellino              | Campania              |
| Montorso Vicentino             | Vicenza               | Veneto                |
| Montottone                     | Fermo                 | Marche                |
| Montresta                      | Oristano              | Sardegna              |
| Montù Beccaria                 | Pavia                 | Lombardia             |
| Monvalle                       | Varese                | Lombardia             |
| Monza                          | Monza e della Brianza | Lombardia             |
| Monzambano                     | Mantova               | Lombardia             |
| Monzuno                        | Bologna               | Emilia-Romagna        |
| Morano Calabro                 | Cosenza               | Calabria              |
| Morano sul Po                  | Alessandria           | Piemonte              |
| Moransengo-Tonengo             | Asti                  | Piemonte              |
| Moraro                         | Gorizia               | Friuli-Venezia Giulia |
| Morazzone                      | Varese                | Lombardia             |
| Morbegno                       | Sondrio               | Lombardia             |
| Morbello                       | Alessandria           | Piemonte              |
| Morciano di Leuca              | Lecce                 | Puglia                |
| Morciano di Romagna            | Rimini                | Emilia-Romagna        |
| Morcone                        | Benevento             | Campania              |
| Mordano                        | Bologna               | Emilia-Romagna        |
| Morengo                        | Bergamo               | Lombardia             |
| Mores                          | Sassari               | Sardegna              |
| Moresco                        | Fermo                 | Marche                |
| Moretta                        | Cuneo                 | Piemonte              |
| Morfasso                       | Piacenza              | Emilia-Romagna        |
| Morgano                        | Treviso               | Veneto                |
| Morgex                         | Aosta                 | Valle d'Aosta         |
| Morgongiori                    | Oristano              | Sardegna              |
| Mori                           | Trento                | Trentino-Alto Adige   |
| Moriago della Battaglia        | Treviso               | Veneto                |
| Moricone                       | Roma                  | Lazio                 |
| Morigerati                     | Salerno               | Campania              |
| Morimondo                      | Milano                | Lombardia             |
| Morino                         | L'Aquila              | Abruzzo               |
| Moriondo Torinese              | Torino                | Piemonte              |
| Morlupo                        | Roma                  | Lazio                 |
| Mormanno                       | Cosenza               | Calabria              |
| Mornago                        | Varese                | Lombardia             |
| Mornese                        | Alessandria           | Piemonte              |
| Mornico al Serio               | Bergamo               | Lombardia             |
| Mornico Losana                 | Pavia                 | Lombardia             |
| Morolo                         | Frosinone             | Lazio                 |
| Morozzo                        | Cuneo                 | Piemonte              |
| Morra De Sanctis               | Avellino              | Campania              |
| Morro d'Alba                   | Ancona                | Marche                |
| Morro d'Oro                    | Teramo                | Abruzzo               |
| Morro Reatino                  | Rieti                 | Lazio                 |
| Morrone del Sannio             | Campobasso            | Molise                |
| Morrovalle                     | Macerata              | Marche                |
| Morsano al Tagliamento         | Pordenone             | Friuli-Venezia Giulia |
| Morsasco                       | Alessandria           | Piemonte              |
| Mortara                        | Pavia                 | Lombardia             |
| Mortegliano                    | Udine                 | Friuli-Venezia Giulia |
| Morterone                      | Lecco                 | Lombardia             |
| Moruzzo                        | Udine                 | Friuli-Venezia Giulia |
| Moscazzano                     | Cremona               | Lombardia             |
| Moschiano                      | Avellino              | Campania              |
| Mosciano Sant'Angelo           | Teramo                | Abruzzo               |
| Moscufo                        | Pescara               | Abruzzo               |
| Moso in Passiria               | Bolzano               | Trentino-Alto Adige   |
| Mossa                          | Gorizia               | Friuli-Venezia Giulia |
| Motta Baluffi                  | Cremona               | Lombardia             |
| Motta Camastra                 | Messina               | Sicilia               |
| Motta d'Affermo                | Messina               | Sicilia               |
| Motta de' Conti                | Vercelli              | Piemonte              |
| Motta di Livenza               | Treviso               | Veneto                |
| Motta Montecorvino             | Foggia                | Puglia                |
| Motta San Giovanni             | Reggio Calabria       | Calabria              |
| Motta Sant'Anastasia           | Catania               | Sicilia               |
| Motta Santa Lucia              | Catanzaro             | Calabria              |
| Motta Visconti                 | Milano                | Lombardia             |
| Mottafollone                   | Cosenza               | Calabria              |
| Mottalciata                    | Biella                | Piemonte              |
| Motteggiana                    | Mantova               | Lombardia             |
| Mottola                        | Taranto               | Puglia                |
| Mozzagrogna                    | Chieti                | Abruzzo               |
| Mozzanica                      | Bergamo               | Lombardia             |
| Mozzate                        | Como                  | Lombardia             |
| Mozzecane                      | Verona                | Veneto                |
| Mozzo                          | Bergamo               | Lombardia             |
| Muccia                         | Macerata              | Marche                |
| Muggia                         | Trieste               | Friuli-Venezia Giulia |
| Muggiò                         | Monza e della Brianza | Lombardia             |
| Mugnano del Cardinale          | Avellino              | Campania              |
| Mugnano di Napoli              | Napoli                | Campania              |
| Mulazzano                      | Lodi                  | Lombardia             |
| Mulazzo                        | Massa-Carrara         | Toscana               |
| Mura                           | Brescia               | Lombardia             |
| Muravera                       | Sud Sardegna          | Sardegna              |
| Murazzano                      | Cuneo                 | Piemonte              |
| Murello                        | Cuneo                 | Piemonte              |
| Murialdo                       | Savona                | Liguria               |
| Murisengo                      | Alessandria           | Piemonte              |
| Murlo                          | Siena                 | Toscana               |
| Muro Leccese                   | Lecce                 | Puglia                |
| Muro Lucano                    | Potenza               | Basilicata            |
| Muros                          | Sassari               | Sardegna              |
| Muscoline                      | Brescia               | Lombardia             |
| Musei                          | Sud Sardegna          | Sardegna              |
| Musile di Piave                | Venezia               | Veneto                |
| Musso                          | Como                  | Lombardia             |
| Mussolente                     | Vicenza               | Veneto                |
| Mussomeli                      | Caltanissetta         | Sicilia               |
| Muzzana del Turgnano           | Udine                 | Friuli-Venezia Giulia |
| Muzzano                        | Biella                | Piemonte              |